# 馮誠
冯诚（?—?），安徽定远人，明朝将领。
冯国用之子。国用在紹興病死，因其年幼未袭职，由叔父冯胜袭亲军指挥职。后隨傅友德平雲南立有大戰功，累官右军左都督。